# Archantherix tegminatus
Archantherix tegminatus är en insektsart som beskrevs av Nicolas Cliquennois 2008. Archantherix tegminatus ingår i släktet Archantherix och familjen Anisacanthidae. Inga underarter finns listade i Catalogue of Life.